# Sugarshock!
Sugarshock! était une bande dessinée en ligne écrite par Joss Whedon et illustrée par Fábio Moon. Elle était hébergée sur Myspace en tant que partie de Dark Horse Presents et a gagné en 2008 l'Eisner Award de la meilleure série numérique